# 奥列格·贾法罗夫
奥列格·马扎希尔奥卢·贾法罗夫（俄语：Олег Мазахир оглы Джафаров，1992年3月4日—），俄罗斯军人。军衔为上尉，曾于2023年获“俄罗斯联邦英雄”头衔。

## 生平
奥列格·贾法罗夫出生于俄罗斯阿穆尔州斯沃博德内区德米特里耶夫卡村。大学毕业后参军，参与俄罗斯对乌克兰的入侵。